# Freddy Thielemans

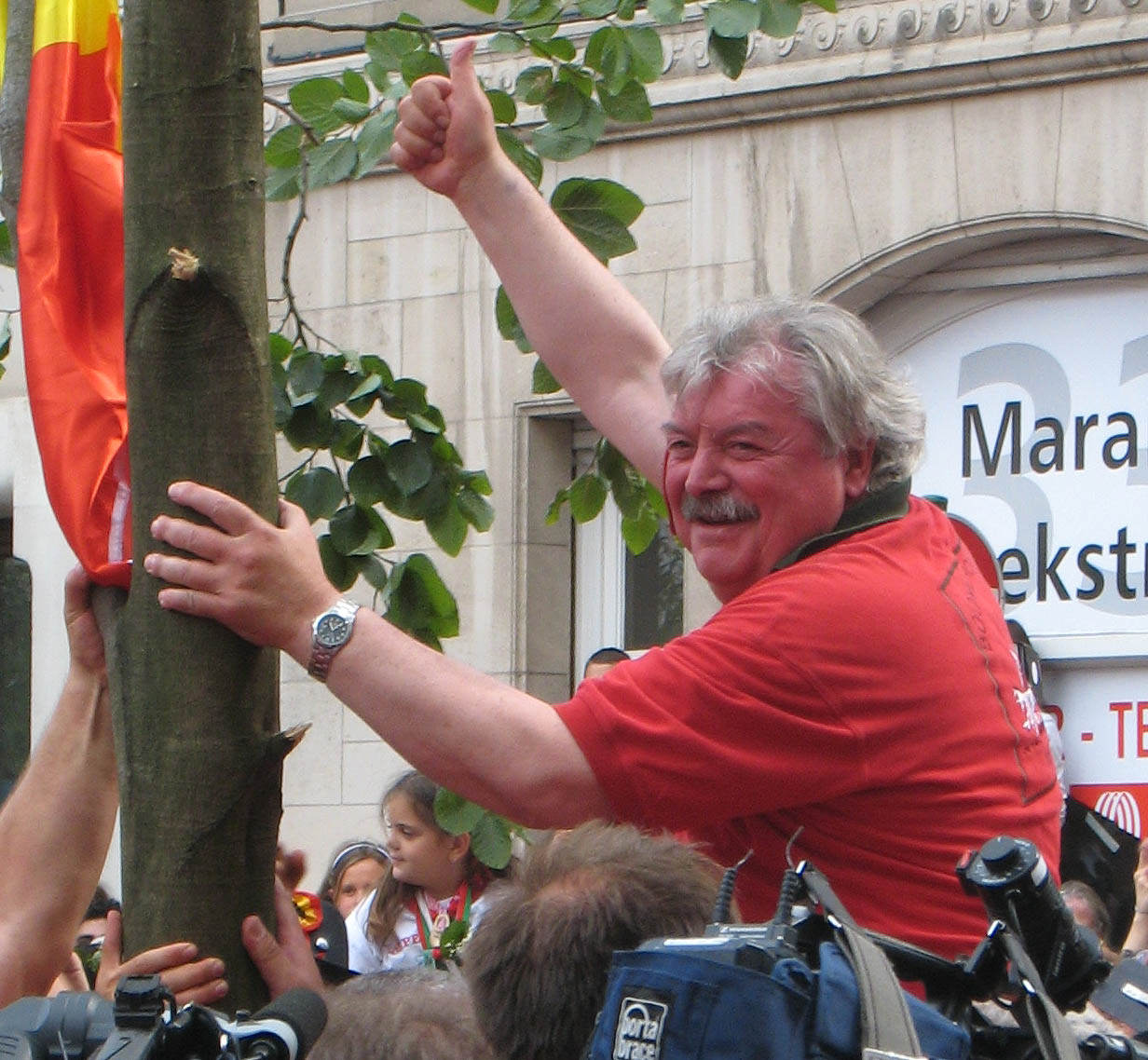
Freddy Thielemans

Freddy Thielemans   (Laken, 11 de setembre de 1944 - Neder-Over-Heembeek, 29 de gener de 2022) va ser alcalde de Brussel·les i membre del partit socialista belga.

## Biografia
Es va graduar en ciències empresarials i va impartir llengües germàniques en diverses escoles secundàries de Brussel·les. Es va afiliar al partit socialista i l'any 1983 va esdevenir cap de gabinet de l'alcalde de Brussel·les Hervé Brouhon. L'any 1988 fou escollit regidor i l'any 1994, després de la dimissió forçada de Michel Demaret, va exercir breument com a alcalde.
Entre 1995 i 1999 va ser diputat del Parlament de Regió de Brussel·les-Capital. El juny de 1999 va ser escollit al Parlament Europeu i el 2001 va tornar a l'alcaldia de Brussel·les. Era membre declarat de la francmaçoneria.